# Kadeena Cox
Kadeena Cox, OBE, (* 10. März 1991 in Leeds) ist eine britische Sportlerin, die im Paracycling (C4) sowie in der Behinderten-Leichtathletik (T37) aktiv ist.

## Sportliche Laufbahn
Kadeena Cox, drittältestes von sieben Kindern ihrer Familie mit jamaikanischen Wurzeln, spielte zunächst Hockey, dann wechselte sie im Alter von 15 Jahren zur Leichtathletik. In den folgenden Jahren war sie als Läuferin erfolgreich: So gewann sie jeweils Bronze im 60-Meter-Sprint bei den Manchester Open sowie den England Athletics Open Championships. 2012 gewann sie Bronze über 200 Meter bei den British Universities & Colleges Sport Championships; im Jahr darauf lief sie bei den Northern Athletics Championships erstmals die 100 Meter unter 12 Sekunden.
Im Mai 2014 erlitt Cox einen Schlaganfall. Nachdem sie von dessen direkten Folgen genesen war, wurde bei ihr Multiple Sklerose diagnostiziert.
Kadeena Cox setzte sich daraufhin zum Ziel, sich für die Sommer-Paralympics 2016 in Rio de Janeiro im Bahnradsport sowie in Kurzzeitdisziplinen des Laufsports zu qualifizieren. Eine Gruppe engagierter Bürger sammelte Geld für ihr Rennrad, das ein lokaler Fahrradbauer für sie herstellte.
Im September 2015 wurde Cox britische Meisterin im 500-Meter-Zeitfahren. Einen Monat später startete sie bei den Leichtathletik-Weltmeisterschaften der Behinderten in Doha, stellte in der Qualifikation über 100 Meter mit 13,59 Sekunden einen neuen Weltrekord auf und gewann das Finale. Bei den UCI-Paracycling-Bahnweltmeisterschaften 2016 im italienischen Montichiari startete Cox im 500-Meter-Zeitfahren und wurde Weltmeisterin.
Bei den Paralympics in Rio gewann Kadeena Cox vier Medaillen: Jeweils Gold im 500-Meter-Zeitfahren auf der Radrennbahn, in der neuen Weltrekordzeit von 34,598 Sekunden, Gold im 400-Meter-Lauf, Silber mit der 4-mal-100-Meter-Staffel sowie Bronze über 100-Meter. Bei der Abschlussfeier trug sie die britische Fahne. Sie ist die zweite paralympische Sportlerin aus Großbritannien nach Isabel Barr im Jahre 1984, der es gelang, Goldmedaillen in zwei verschiedenen Disziplinen zu gewinnen.
Cox wollte sich bei den Winter-Paralympics 2022 im Bobsport qualifizieren, was aber nicht ausgetragen wurde.
2017 entschied sie, sich in der kommenden Zeit auf die Leichtathletik zu konzentrieren und wurde deshalb vom britischen Radsportverband für die folgenden zwei Jahre nicht in den Kader aufgenommen. Im selben Jahr wurde sie bei den Leichtathletik-Weltmeisterschaften der Behinderten in London Weltmeisterin über 400 Meter in der Klasse T38; über 200 Meter errang sie Bronze.
2019 wurde Kadeena Cox auf der Radrennbahn im Apeldoorner Omnisport Weltmeisterin im 500-Meter-Zeitfahren. Bei den Sommer-Paralympics 2020 in Tokio startete sie in der Leichtathletik und im Radsport: Im 400-Meter-Lauf (T37) belegte sie Platz vier, und im Bahnradsport errang sie zwei Goldmedaillen. Damit war sie seit 28 Jahren die erste Britin, der es gelang, bei Paralympics Medaillen in zwei verschiedenen Disziplinen zu gewinnen. 2022 wurde sie erneut Weltmeisterin im Zeitfahren sowie mit Jaco Van Gass und Jody Cundy im Mixed-Teamsprint, 2023 gewann sie wieder Gold im Zeitfahren und im Teamsprint Silber.

## Ehrungen
2017 wurde Kadeena Cox der Verdienstorden als Member of the British Empire verliehen, 2023 wurde sie zum Officer ernannt.

## Sonstiges
Anfang 2017 plante Kadeena Cox in der Fernsehsendung The Jump aufzutreten, in der prominente Sportler in verschiedenen Winter-Sportarten gegeneinander antreten. Die betreuenden Ärzte der Sportverbände rieten ihr von einer Teilnahme ab, da es in der Vergangenheit bei anderen Sportlern dabei zu Verletzungen gekommen war, Cox hielt jedoch an der Teilnahme fest. Daraufhin wurde ihre finanzielle Förderung durch die Verbände ausgesetzt. Cox verteidigte ihre Teilnahme an der Sendung: seit dem Ausbruch ihrer Krankheit habe sie einen anderen Blick auf ihr Leben, das eine „tickende Zeitbombe“ sei.
Im Oktober 2021 bestritt Cox die erste Etappe des Staffellaufs anlässlich der Commonwealth Games 2022; dabei übernahm sie die Staffelstab aus der Hand von Queen Elizabeth.